# Wu (Gaozong)
Wu, född 1114, död 1197, var en kinesisk kejsarinna, gift med kejsar Song Gaozong. Hon spelade en inflytelserik roll vid hovet och fick tre kejsare att abdikera: sin make år 1162, sin styvson år 1189 och 1194. 

## Biografi
Wu var tjänare och konkubin åt prins Gaozong, kejsarens bror. När Kiafeng togs av Jurchen år 1127 fördes hela hovet bort i fångenskap, och kejsarens och prinsarnas hustrur och konkubiner delades ut som mänskliga krigsbyten. Gaozong och Wu undvek detta öde då de var frånvarande när staden föll, och Gaozong förklarade sig för kejsare 1127 och säkrade södra Kina som sitt rike. Wu åtföljde honom under stridigheterna klädd i rustning och ska ha räddat hans liv åtminstone en gång. 
År 1139 fick kejsaren veta att hans tillfångatagna maka var död, och 1144 utsåg han Wu till kejsarinna. Wu intog en dominerande roll i palatset, men framstod utåt som ödmjuk och eftergiven: hennes make och söner prisade henne för att hon undergivet fann sig i sin makes många hustrur och konkubiner utan att klaga, vilket ansågs vara en stor dygd i dåtida Kina. I själva verket är det dock klarlagt att hon såg till att flera konkubiner avskedades och försvann från palatset. 
Hon övertalade år 1162 sin make att abdikera. År 1189 övertalade hon sin styvson att abdikera. År 1194 såg hon till att den dåvarande kejsaren abdikerade. 